# Oedemera danieli
Oedemera danieli is een keversoort uit de familie schijnboktorren (Oedemeridae). De wetenschappelijke naam van de soort is voor het eerst geldig gepubliceerd in 1941 door Magistretti.